# 2020年格拉斯哥持刀襲擊案
2020年6月26日，蘇格蘭格拉斯哥旅館發生持刀襲擊事件，六人包括一名警員在事件中受傷。嫌犯當場被警方擊斃。

## 事發過程
2020年6月26日大約中午12時50分，一名男子在蘇格蘭格拉斯哥市中心西喬治街（West George Street）的旅館持刀刺傷六人。施襲者當場被警方擊斃。一名警員在制服嫌犯時受傷，但避免了更多人員傷亡。
BBC新聞一開始稱“據信三人在格拉斯哥市中心的旅館樓梯間被刺死”，但隨後確認僅施襲者在過程中死亡，另六人包括一名警員則受傷。

## 受害者
施襲者刺傷了六人，包括一名警員和一名旅館員工。42歲的警員在與嫌犯對峙時數次被刺，據報傷及頸部、腹部與腿，現在醫院接受治療，情況“危急但穩定”。一名17歲的塞拉利昂男孩與嫌犯搏鬥後傷及腳部。另四名受傷的男士包括兩名尋求庇護者與兩名旅館員工，歲數分別為18、20、38及53，皆在醫院接受治療。其中一名傷者情況危急。
案發時，旅館因2019冠狀病毒病疫情未開放予賓客，但接待了尋求庇護者。倡議團體“住房積極行動”（Positive Action In Housing）發言人表示該旅館當時為米爾斯集團接待約100位尋求庇護者。米爾斯集團為英國第二大的住房與護理服務供應商。

## 施襲者
施襲者為一名來自蘇丹的28歲尋求庇護者Badreddin Abadlla Adam，在案發六個月前抵達英國。他不滿酒店在疫情期間提供的餐點，隨後發狂幹案。

## 調查
蘇格蘭警方隨後稱事件並非恐怖襲擊。探員正調查嫌犯是否受六天前在雷丁發生的斬人案啟發而幹案。

## 反應
英國首相鲍里斯·约翰逊稱他對“格拉斯哥發生的慘案感到極為哀慟”。
蘇格蘭首席大臣妮古拉·斯特金發推文稱“她與受牽連者同在”。她要求公眾遠離事發地點，且避免轉發未經核實的消息。